# 森本隆
森本 隆（もりもと たかし）は、兵庫県出身の音楽家。

## 概要
1980年代に北沢英三と音楽ユニットSKYを結成。1981年にカネボウ化粧品夏のキャンペーンソング「君にクラクラ。」（作詞・山川啓介、作曲・堀内孝雄、テレビCMに城戸真亜子が出演）を歌い、ヒットする。SKY解散後は、ソロに転向。他の歌手への作曲提供も行っていた。恒見コウヘイが作曲した曲に詞をつけることが多い。

## 楽曲提供作品

### 作詞
- THE FAKES
  - 「ガラスの階段」
- 越乃ひかる
  - 「長寿音頭」
  - 「花水仙」
- ひさ乃
  - 「あわらワンナイトララバイ」
  - 「あわら温泉数え唄」
- PINKISH PARTY
  - 「友禅の花」
  - 「Life is Dance(SHOWが始まる)」
  - 「花火」
  - 「HAPPY HAPPY BIRTHDAY」